# Reha Özcan
Ragıp Reha Özcan (Bingöl, Turquía, 5 de julio de 1965) es un actor de cine, teatro y televisión turco. Es conocido por su papel de Fikri Elibol en la serie de televisión Amor de Familia y su papel de Adil Erinç en Doctor Milagro.

## Biografía
Ragıp Reha Özcan nació el 5 de julio de 1965 en Bingöl, Turquía. Tiene un hermano, Serhat Özcan, también actor.
Se graduó de la Universidad de Bellas Artes Mimar Sinan en 1987. Comenzó a trabajar en el Teatro Estatal de Trebisonda en el mismo año. Fue designado para el Teatro Estatal de Estambul en 1990-1991. 
Se instaló en Antalya durante la temporada teatral 1992-1993 y participó en el Teatro Estatal de Antalya. También trabajó como director en el Club de Teatro de la Universidad de Akdeniz y en el Teatro del Municipio Metropolitano de Antalya, y fue designado para el Teatro Estatal de Estambul en la temporada 2010-2011.
Ha aparecido en muchas series, películas y obras de teatro. Tuvo su primer papel en una obra de teatro en 1985. 
En 2014-2015 forma parte de la teleserie Maral, donde interpretó al personaje de Halis. En 2017, interpretó al personaje de Fikri Elibol en la serie Bizim Hikaye, que fue transmitida por Fox Turquía.
Trabajó en Mucize Doktor, en el que interpreta al personaje del Doctor Adil Erinç siendo este su personaje más conocido ganando el corazón de la audiencia en su país natal como en otros países hasta su salida de la ficción el 18 de febrero del 2021 . El 25 de junio de 2021 integró la serie Seksenler por la pantalla de TRT1 e interpretó al profesor Metin Ögretmen.
El 22 de febrero de 2022, se integró al elenco principal de la exitosa serie Üç Kız Kardeş producida por Process Film que salió al aire por Kanal D hasta el 4 de mayo de 2024 después de tres temporadas, donde interpretó al personaje de Sadik Kalender.

## Filmografía

### Televisión
| Año       | Título               | Personaje      | Nota(s)          |
| --------- | -------------------- | -------------- | ---------------- |
| 2005      | Naciye'yi kim sevmez |                |                  |
| 2009-2010 | Osman                | Osman Toprak   | Protagonista     |
| 2010-2012 | Kurtlar Vadisi: Pusu | Josef Beile    |                  |
| 2011      | Üsküdar'a Giderken   | Bürge          |                  |
| 2012      | Suskunlar            | Sait Karam     | Elenco principal |
| 2013      | Sakli Kalan          | Mansur Celik   | Elenco principal |
| 2014      | Karadayı             | Vehbi Duru     |                  |
| 2015      | Maral                | Halis Feyman   | Elenco principal |
| 2016      | Gecenin Kraliçesi    | Osman Bulut    | Elenco principal |
| 2017      | Adı Efsane           | Hasan          | Elenco principal |
| 2017-2019 | Bizim Hikaye         | Fikri Elibol   | Elenco Principal |
| 2019-2021 | Mucize Doktor        | Adil Erinc     | Elenco Principal |
| 2021      | Seksenler            | Metin Öğretmen | Secundario       |
| 2022-2024 | Üç Kız Kardeş        | Sadik Kalender | Elenco Principal |